# Bitva u Thermopyl (1941)
Bitva u Thermopyl byla součástí německé invaze do Řecka během 2. světové války, k níž došlo v roce 1941 po ústupu od Olympu a Servie. Síly Commonwealthu zde vybudovaly obranné pozice v místech, kde se v roce 480 př. n. l. odehrála slavná thermopylská bitva.
Obranu pobřežního průsmyku dostal na starost generál Bernard Freyberg, zatímco jednotky generála Ivena Mackaye měly bránit vesnici Brallos. V novozélandském sektoru byla 5. brigáda rozmístěna podél pobřežní silnice, předhůří jižně od města Lamia a řeky Spercheios. Po pravici měla 4. brigádu, která zde zřídila pobřežní hlídky. 6. brigáda byla v záloze. V australském sektoru bránila 19. brigáda, která sestávala z 2/4. a 2/8. pěšího praporu, Brallos. 19. dubna byly pod velení generála George Alana Vaseyho převeleny 2/1. a 2/5. australský pěší prapor. Téhož dne a v brzkých ranních hodinách dne následujícího se k brigádě opět připojil i 2/11. pěší prapor.
Generálové Freyberg a Mackay oznámili svým podřízeným, že žádný další ústup nepřipadá v úvahu, neboť netušili nic o diskusi o evakuaci, která probíhala v rámci vyššího velení.
Když přišel ráno 23. dubna příkaz k ústupu, bylo rozhodnuto, že každou z těchto dvou pozic bude bránit jedna brigáda. Obě brigády, australská 19. a novozélandská 6. měly držet průsmyky, jak dlouho to jen půjde, aby se ostatní jednotky mohly stáhnout. Velitel 19. brigády generál Vasey prohlásil:
| „ | Jsme tady, zatraceně, a tady taky zatraceně zůstaneme! | “ |

Němci zaútočili 24. dubna a setkali se s prudkým odporem, ztratili 15 tanků a utrpěli značné ztráty na životech. Australané a Novozélanďané vzdorovali celý den a poté ustoupili. Absence řecké armády v bojích vyvolala bouřlivou reakci mezi velkým počtem řeckých vojáků.

## Hitlerovy plány
Hitler plánoval invazi do Řecka na listopad 1941, operace však musela být urychlena kvůli vylodění britských jednotek v Řecku. Jejím hlavním cílem bylo zamezit Britům ve vytvoření leteckých základen, které by mohly být použity pro bombardování rumunských ropných polí. 6. dubna 1941 zaútočil Wehrmacht na severní území Řecka. Řecká armáda a britské jednotky byly špatně vyzbrojené a přečíslené. Odpor v pevninské části Řecka se zhroutil s pádem Atén 27. dubna. Britům se podařilo evakuovat 50 000 vojáků.
Obsazení Řecka vyvrcholilo německou invazí na Krétu, největší výsadkovou operací v dějinách.